# Wagneriana roraima
Espèce
Wagneriana roraima est une espèce d'araignées aranéomorphes de la famille des Araneidae.

## Distribution
Cette espèce est endémique du Roraima au Brésil,.

## Description
La femelle holotype mesure 6,5 mm et les mâles décrits par Buckup et Pinto-da-Rocha en 1996 mesurent de 4,00 à 4,55 mm.

## Étymologie
Son nom d'espèce lui a été donné en référence au lieu de sa découverte, le Roraima.

## Publication originale
- Levi, 1991 : The Neotropical orb-weaver genera Edricus and Wagneriana (Araneae: Araneidae). Bulletin of the Museum of Comparative Zoology, vol. 152, no 4, p. 363-415 (texte intégral).